# Дуб траволистный
Дуб траволистный (лат. Quercus agrifolia) — дерево, вечнозелёный вид рода Дуб (Quercus) семейства Буковые (Fagaceae), произрастает к западу от горного хребта Сьерра-Невада от округа Мендосино, штат Калифорния в США, на  юг до северной части штата Нижней Калифорнии в Мексике. Этот вид, как правило, встречается вместе с похожим дубом золоточешуйчатым (Q. chrysolepis), от которого его бывает трудно отличить, потому что их зубчатые листья внешне похожи.

## Ботаническое описание

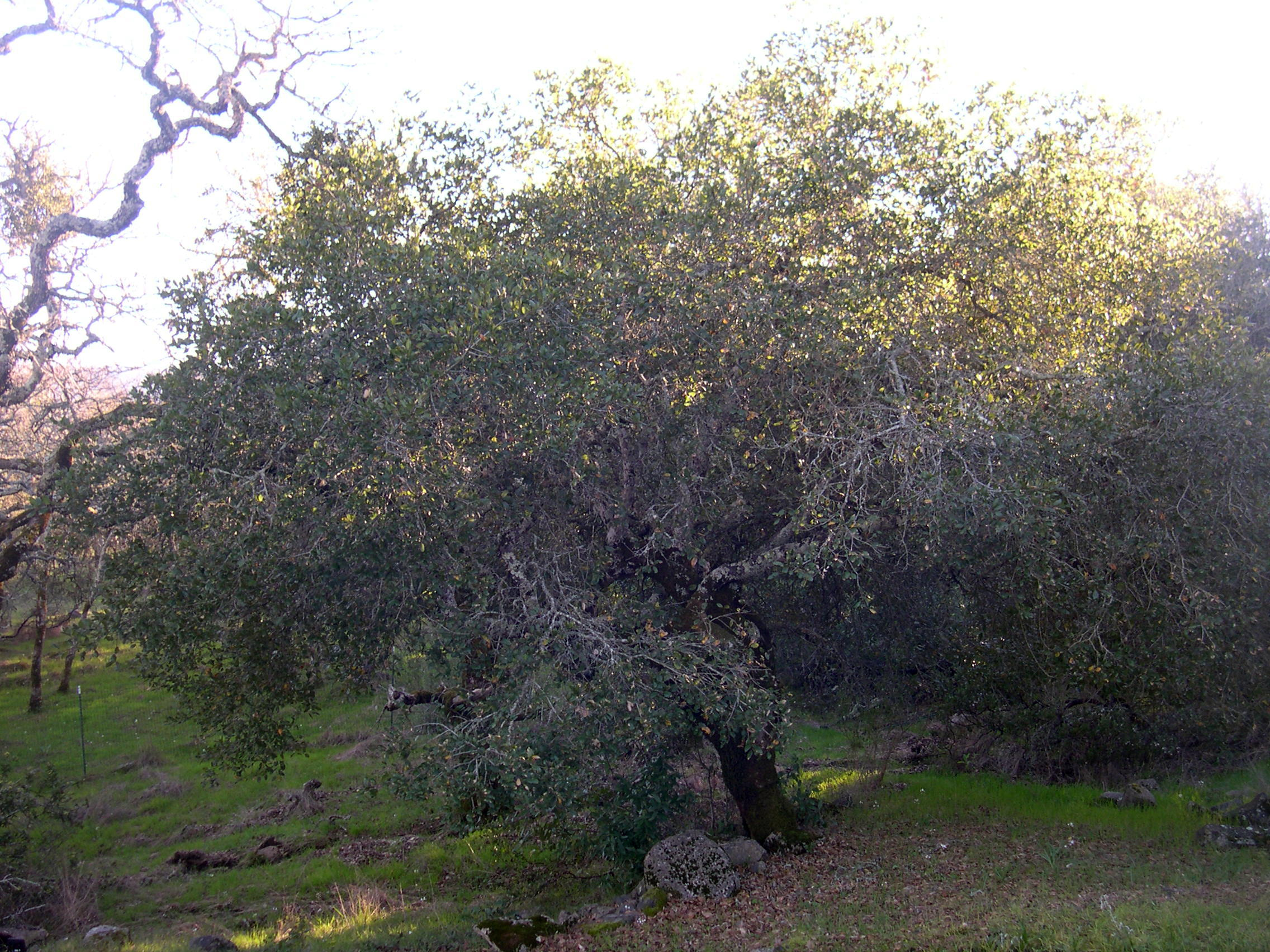
Общий вид дуба траволистного

Дуб траволистный — вечнозелёное дерево с сильно разветвлённым стволом, достигает высоты 10–25 м. Некоторые образцы старше 250 лет с диаметром ствола до 3-4 м, например, в поместье Филоли в округе Сан-Матео.
Ствол, особенно у старых дубов, может быть сильно искривлённым, массивным и корявым. Крона округлая и плотная, особенно у деревьев 20-70 лет. В более позднем возрасте ствол и ветви более чётко выражены, а плотность листьев снижается.

### Листья
Листья тёмно-зелёные, овальные, часто выпуклые, длиной 2–7 см и шириной 1–4 см. Край листа колючий с острыми колючими волокнами, простирающимися от боковых листовых жилок. Наружные слои листьев рассчитаны на максимальное поглощение солнечного света и содержат от двух до трёх слоев фотосинтетических клеток. Листья, расположенные на краю кроны, относительно небольшие, чтобы, как предполагается, более эффективно излучать излишнее тепло. Листья, находящиеся в тени в глубине кроны, как правило, шире и тоньше, и имеют только один слой фотосинтетических клеток. Выпуклая форма листа может быть полезна для внутренних листьев, которые зависят от захвата отраженного света, рассеянного в случайных направлениях от внешнего купола дерева.

### Цветы и плоды

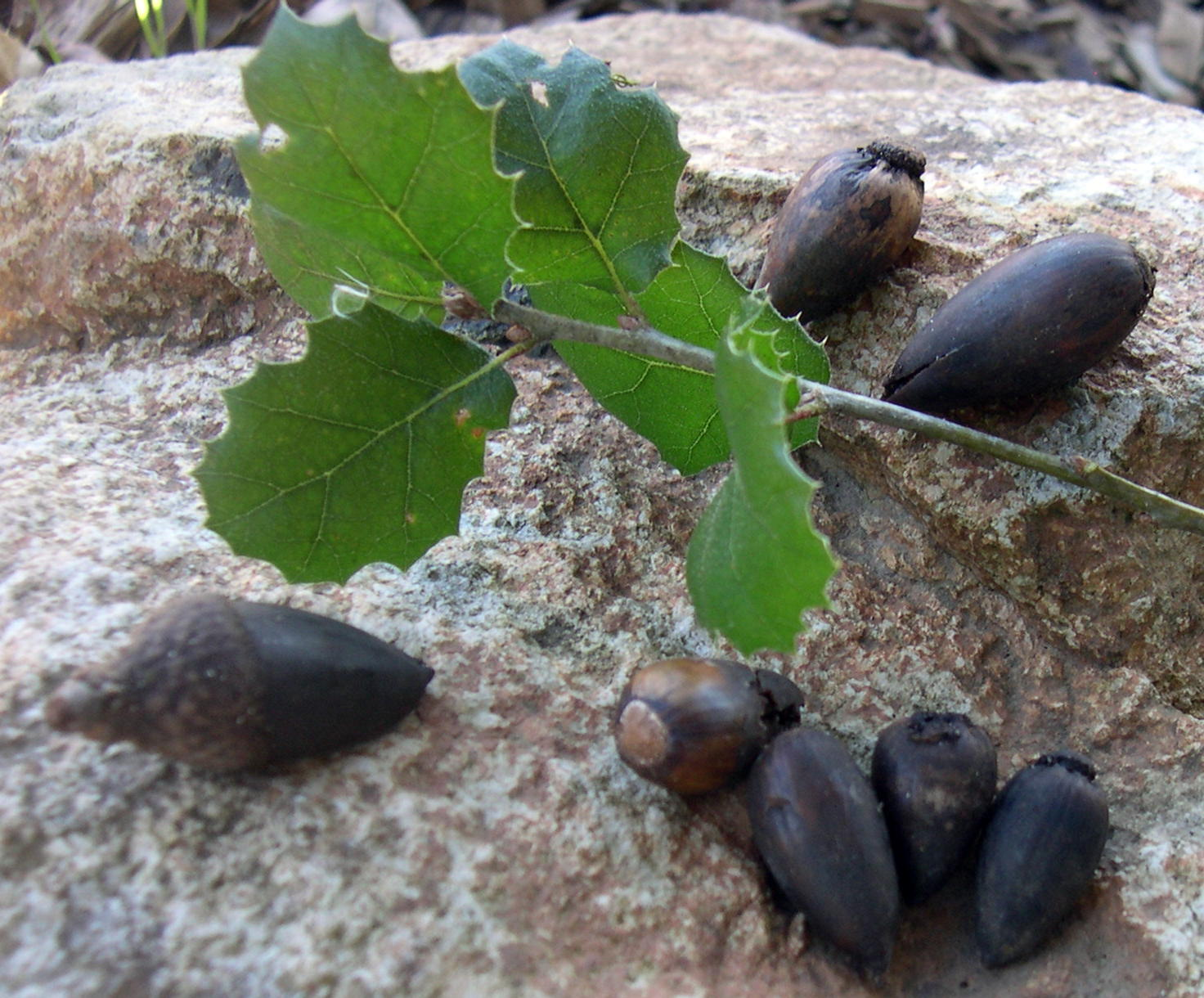
Жёлуди и листья

Цветёт в начале-середине весны. Мужские цветки - висячие сережки длиной 5–10 см, женские цветки малозаметные, длиной менее 0,5 см, с 1–3 цветками сгруппированными в кластер. Плод представляет собой тонкий красновато-коричневый жёлудь длиной 2–3,5 см и шириной 1–1,5 см с базальной четвертью, заключенной в чашку. Жёлуди созревают через 7–8 месяцев после опыления, что нетипично для красных дубов, у большинства которых желудю требуется 18 месяцев для созревания.

### Разновидности
Существует две разновидности дуба траволистного:
- Quercus agrifolia var. agrifolia. Представлен во всём ареале вида. Листья от голых до слегка волосистых на нижней стороне, особенно вблизи прожилок листьев. Гибридизуется с дубом Келлога (Q. kelloggii), Q. parvula var. Shrevei и Q. wislizeni.
- Quercus agrifolia var. oxyadenia. Юго-западная оконечность Калифорнии (Сан-Диего) и Нижняя Калифорния. Листья сильноволосистые на нижней стороне с плотно переплетёнными волосками. Предпочитает гранитные почвы. Известны гибриды с дубом Келлога.

### Гибридизация
Известно несколько гибридов между этим видом и другими видами красного дуба. Гибриды с Q. wislizeni известны во многих районах северной Калифорнии. Берег живого дуба также гибридизуется с Q. parvula var. Shrevei. Это свидетельствуют о интрогрессии между этими близкими видами.

## Таксономия
При выборе названия для этого вида испанский ботаник французского происхождения Луи Не сравнивал его с видом, проиллюстрированным в Phytographia Леонарда Плукенета под описательным названием лат. «Ilex folio agrifolii americana, forte agria, vel aquifolia glandifera», который Плукенет сравнил в своей книге Almagestum botanicum с «Agrifolia gifera» Луиджи Ангвиллары. Название agrifolia, являющееся средневековой латинской формой лат. aquifolium, означает «падуболистный» (латинское слова folium означает «лист»), и относящееся к современной итальянской «Agrifoglio», означающей падуб, что относится к форме листьев Q. agrifolia, напоминающих остролист.

## Распространение и местообитание

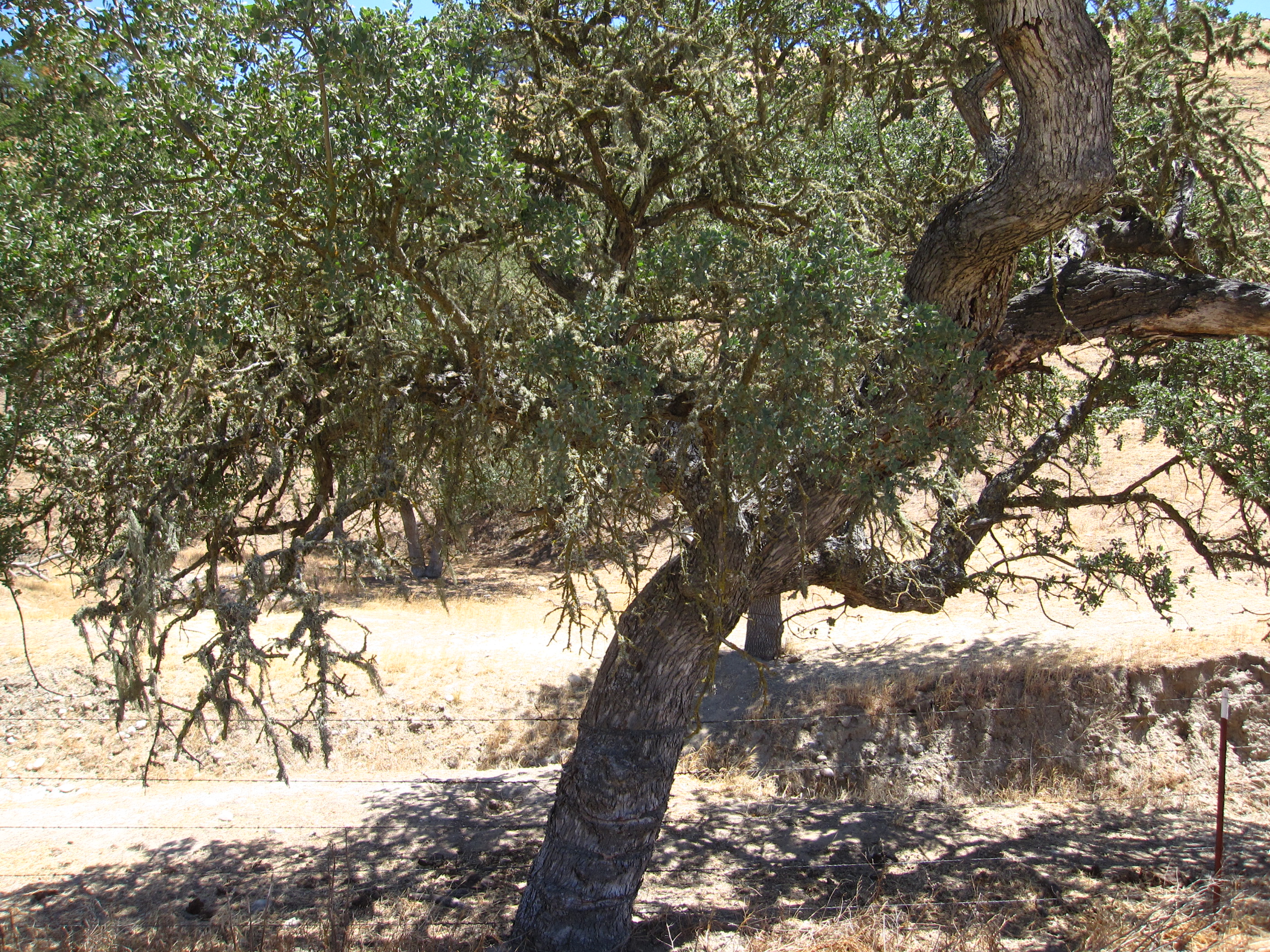
Дуб траволистный на побережье центральной Калифорнии.

Дуб траволистный — единственный калифорнийский дуб, широко распространённый в прибрежной местности, хотя непосредственно на берегу встречается редко. Вид предпочитает мягкие зиму и лето, обеспечиваемые близостью океана. Летняя калифорнийская жара в этом регионе облегчается прибрежным туманом. Относительно терпим к аэрозольной морской соли.
Доминирующий вид в прибрежном дубовом редколесье, с которым к северу от Биг-Сура часто ассоциированы умбеллюлярия и калифорнийский конский каштан (Aesculus californica). Подлесок дуба траволистного включает тойон, различные толокнянки и западный ядовитый дуб.
Растёт на хорошо дренированных почвах прибрежных холмов и равнин, часто вблизи ручьёв. Встречается в нескольких природных сообществах, включая прибрежные дубравы, дубравы из Quercus engelmannii и Q. lobata, а также смешанные вечнозелёные леса. Ареал, как правило, не далее чем 100 км от Тихого океана на высоте менее 700 м. В южной Калифорнии иногда встречается на высотах до 1500 м над уровнем моря.

## Экология
Гусеница калифорнийской дубовой моли (Phryganidia californica) питается исключительно листьями этого дуба (как живыми, так и опавшими). В 8-10-летних циклах бабочка размножается в таком количестве, что практически полностью уничтожает листву. Предполагается, однако, что это может обеспечивать выгоду для дерева, возможно, в виде удобрения. Вид также является единственным известным кормом гусениц другой бабочки Chionodes occidentella.

## Аллергенность
Весеннее цветение дуба зависит от широты ареала и высоты над уровнем моря. Вид является сильным аллергеном.

## Применение

### Историческое использование
Известно, что, по крайней мере, двенадцать различных культур коренных американцев употребляли жёлуди дуба траволистного в пищу. Семена измельчали в муку, которую после мытья вываривали в кашу или запекали в пепле для приготовления хлеба. В XVIII веке испанцы в долине Сан-Фернандо использовали древесину дуба для получения древесного угля, использовавшегося для обжига в печах при изготовлении самана. Позже эта форма древесного угля использовалась также в хлебопекарной, пороховой и электроэнергетической промышленности.
В XVIII и XIX веках кораблестроители применяли особые угловые ветви для специальных соединений. Пионеры, двигавшиеся на запад, изредка использовали дуб для изготовления сельскохозяйственных орудий и колёс фургонов. Значительное влияние на популяции дуба оказала расчистка дубовых лесов при строительстве таких крупных городов, как Сан-Диего и Сан-Франциско. Неправильная форма ствола и ветвей этого вида позволила этому виду избежать интенсивных вырубкок для производства строительной древесины. Это же побуждало первых белых поселенцев наделять дуб мистическими качествами. Его величественность делала его предметом для художников-пейзажистов на протяжении всей современной истории Калифорнии с середины XIX века.

### Современное использование
Дуб траволистный является обычным дополнением к ландшафтному дизайну на западе США. Однако этот дуб особо чувствителен к уровню почвы и дренажу. В частности, важно соблюдать уровень корневой коронки и не добавлять почву возле ствола, что обычно происходит в ландшафтном дизайне. Кроме того, если посадки этого вида входят в схему озеленения с искусственным поливом, важно избегать регулярного полива под кроной дерева, так как влажная почва летом увеличивает уровень заражения почвенной болезнетворной фитофторой, такой как Phytophthora ramorum.

## В географических названиях
Дуб траволистный, особенно его название в испанских формах исп. encino и исп. encina («энсино» и «энсина»; «маленькие дубы» и «дубовая роща»), дал название семи земельным угодьям в Калифорнии и многим поселениям и другим географическим объектам. К ним относятся ранчо Лос-Энсинос, район Энсино в Лос-Анджелесе, город Энсинитас возле Сан-Диего и Энсиналь-дель-Темескал, прежнее название города Окленд. Пасо-Роблес (первоначально «Эль-Пасо-де-Роблес» или «проход дубов») также связывает дубы с географическим названием местности.